# Andreas Bovenschulte

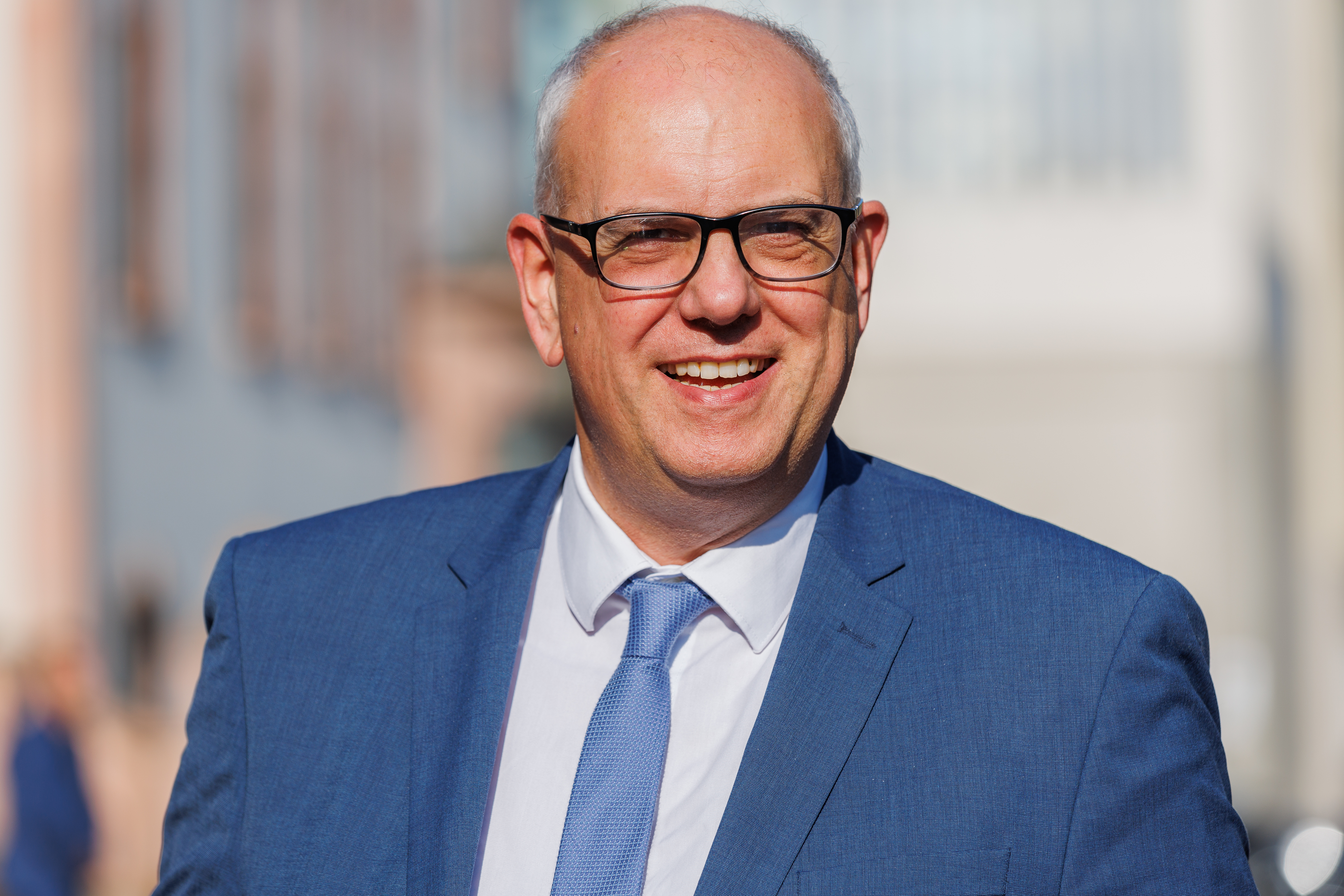
Andreas Bovenschulte (2024)

Andreas Bovenschulte (* 11. August 1965 in Hildesheim) ist ein deutscher Jurist und Politiker (SPD). Seit 2019 ist er Bremer Bürgermeister und Präsident des Bremer Senats. In dieser Funktion ist er zugleich Senator für Kultur und Senator für Angelegenheiten der Religionsgemeinschaften.

## Biografie

### Ausbildung und Beruf
Bovenschulte, der in Mehle (Elze) aufwuchs, besuchte bis 1984 das Gymnasium Sarstedt. Nach dem Abitur war er bei der Bundeswehr in der Grundausbildung, wechselte dann allerdings in den Zivildienst, für den er 1985/86 bei der Johanniter-Unfall-Hilfe in Gronau/Leine unter anderem auf Rettungswagen und Krankenwagen tätig war. Daran schloss 1986/87 ein Trainee Scholar beim Richmond Fellowship in London an, wo er in einer psychiatrischen Rehabilitationseinrichtung tätig war. Er studierte von 1987 bis 1994 Rechtswissenschaften an der Universität Bremen und schloss dieses mit dem Ersten Staatsexamen ab. Von 1995 bis 1998 war er wissenschaftlicher Mitarbeiter an der Universität Bremen, an der er 1998 mit einer Dissertation zum Thema Gemeindeverbände als Organisationsformen kommunaler Selbstverwaltung bei Dian Schefold und Alfred Rinken zum Dr. jur. promovierte.
Bovenschulte machte von 1998 bis 1999 sein Referendariat beim Hanseatischen Oberlandesgericht Bremen und 1999 sein Zweites Staatsexamen. Von 2000 bis 2004 war er Justiziar, Projektleiter und Prokurist der bremen online services GmbH und von 2004 bis 2007 Referent für öffentliches Recht, materielle Rechtsprüfung und Datenschutz beim Senator für Justiz in Bremen. Er war von Mai 2007 bis 2014 Erster Gemeinderat (Stellvertreter des Bürgermeisters), anschließend von 2014 bis 2019 hauptamtlicher Bürgermeister der Gemeinde Weyhe bei Bremen.

### Politik
Bovenschulte ist seit 1984 Mitglied der SPD. Während seiner Zeit in London war er bei der Labour Party aktiv und auch Mitglied. Von 1984 bis 1986 nahm er verschiedene Funktionen bei den Jusos im Bezirk Hannover und von 1987 bis 1994 bei den Bremer Jusos wahr. Zugleich war er an der Universität Bremen hochschulpolitisch tätig, unter anderem als AStA-Vorsitzender und im Sozialistischen Hochschulbund (SHB).
Bovenschulte hatte seit 1994 verschiedene Funktionen in der Bremer SPD, so auch die als Vorsitzender des SPD-Ortsvereins Bremen-Altstadt. Bei der Mitgliederbefragung für die Wahl zum Landesvorsitzenden der SPD Bremen erhielt er die Mehrheit der Stimmen und wurde im Juni 2010 vom Parteitag zum Landesvorsitzenden gewählt. Er folgte in dieser Funktion Uwe Beckmeyer. Im Oktober 2013 erklärte er seinen Rückzug vom Amt des Landesvorsitzenden, um bei der Bürgermeisterwahl in Weyhe als Kandidat für die SPD anzutreten. Am 25. Mai 2014 gewann er diese gegen seinen Herausforderer Nils Krämer.
Im Mai 2019 wurde er in die Bremische Bürgerschaft gewählt und Ende Juni als Nachfolger von Björn Tschöpe zum Vorsitzenden der SPD-Fraktion. Nach wenigen Wochen gab er das Amt wieder ab; sein Nachfolger wurde Mustafa Güngör. Da Bürgermeister Carsten Sieling seinen Verzicht auf eine weitere Amtszeit erklärte, wurde Bovenschulte am 15. August 2019 mit 47 der 82 (57,32 Prozent) abgegebenen Stimmen zum Bremer Bürgermeister gewählt (Senat Bovenschulte I).
Bovenschulte war Spitzenkandidat für die SPD bei der Bürgerschaftswahl in Bremen 2023. Die SPD wurde unter ihm stärkste Kraft und bildete erneut eine rot-grün-rote Koalition. Am 5. Juli 2023 wurde er erneut zum Bremer Bürgermeister gewählt (Senat Bovenschulte II).
Seit Juni 2025 ist Bovenschulte Mitglied des SPD-Parteivorstands.

#### Politische Positionen
Bovenschulte gilt als Parteilinker. Zudem gilt Bovenschulte parteiübergreifend als pragmatischer Politiker und wurde bei der Wahl zum Bürgermeister von Weyhe 2014 auch von der CDU unterstützt.

##### Sozialstaat und öffentliche Daseinsvorsorge
Er war von Beginn an Gegner von Hartz-IV und dem neoliberalen Ideal der schlanken Kommune, während seiner Zeit als Landesvorsitzender kritisierte er unter anderem eine „eiskalte Marktgesellschaft“ und einen „magersüchtigen Staat“. Stattdessen setzte er sich dafür ein, dass Einrichtungen der öffentlichen Daseinsvorsorge möglichst in staatlicher Hand liegen sollten und brachte eine „Privatisierungsbremse“ auf den Weg, gemäß der öffentliche Unternehmen in Bremen nur noch unter strengen Voraussetzungen verkauft werden können.

##### Entlastungen während des Russisch-Ukrainischen Krieges
Während des Russisch-Ukrainischen-Krieges trat Bovenschulte für eine Übergewinnsteuer für Energieunternehmen zur Finanzierung von Entlastungen ein. Im Bundesrat legte das Land Bremen einen entsprechenden Entwurf vor. Während des Gültigkeitszeitraums des 9-Euro-Tickets schlug Bovenschulte ein bundesweites 365-Euro-Ticket vor und begrüßte im November die Einführung des bundesweiten 49-Euro-Tickets und forderte vom Bund gleichzeitig eine Erhöhung der Regionalisierungsmittel. Er sprach sich zudem dafür aus, das „Winterloch“ bei der Gaspreisbremse zu schließen, das heißt, diese nicht erst ab März, sondern bereits ab Januar in Kraft treten zu lassen sowie auch für Entlastungen für Menschen die mit Öl heizen, beispielsweise durch eine Mehrwertsteuersenkung und für die Einrichtung eines Härtefall-Fonds für Soforthilfen.

### Familie und Privates
Seit seiner Jugend und gelegentlich auch noch gegenwärtig spielt Bovenschulte Gitarre und wollte als Kind Bandleader werden. Während des Studiums hat er in einer gemeinsamen WG mit seinem Vorgänger im Amt des Bremer Bürgermeisters, Carsten Sieling, gewohnt. Bovenschultes Spitzname ist „Bovi“.
Bovenschulte hat mit der früheren Staatsrätin Ulrike Hiller (SPD), die er seit ihrer gemeinsamen Schulzeit kennt, zwei Kinder. Im Sommer 2021 gaben Bovenschulte und Hiller nach über 22 Jahren Ehe ihre Trennung bekannt.
Im August 2024 heiratete Bovenschulte die Biologin Kerstin Krüger.